# Власенко, Денис Владимирович
Денис Владимирович Власенко (род. 18 декабря 1997, Курск) — российский актёр.

## Биография
Денис Власенко родился 18 декабря 1997 года в Курске. В 17 лет переехал в Москву и поступил во ВГИК (мастерская Сергея Соловьёва). После его окончания в 2019 году был принят в труппу Театра юного зрителя.
Первую известность начинающему артисту принесла драма Ивана Твердовского «Подбросы», за которую он удостоился приза на Фестивале русского кино в Марбелье (MIRFF). В начале 2020-х Власенко стал одним из самых востребованных молодых актёров России — он сыграл главные роли в сериалах «Хэппи-энд», «Мне плевать, кто вы», «Закрыть гештальт», «И снова здравствуйте!», «Стрим», «Инспектор Гаврилов», фильмах «Юра дворник» и «Страсти по Матвею».
В 2025 году принимал участие в реалити-шоу «Мастер игры» на телеканале ТНТ и одержал победу.

## Фильмография
| Год       |   | Название                                                | Роль             |
| --------- | - | ------------------------------------------------------- | ---------------- |
| 2018      | ф | Как я стал...                                           | Морозов          |
| 2018      | ф | Квнщики                                                 | Дэн              |
| 2018      | ф | Подбросы                                                | Денис Полянский  |
| 2020      | с | Немцы                                                   | Тоша             |
| 2021      | с | Хэппи-энд                                               | Влад             |
| 2021      | с | Пингвины моей мамы                                      | комик с дредами  |
| 2021      | с | Мне плевать, кто вы                                     | Женя             |
| 2022—2025 | с | Закрыть гештальт                                        | Костя Ярцев      |
| 2022—2024 | с | И снова здравствуйте!                                   | Артём Алашеев    |
| 2022      | с | Стрим                                                   | Жора Левров      |
| 2023      | с | АльфаРомео                                              | Марк             |
| 2023      | ф | Юра дворник                                             | Рома             |
| 2023      | ф | Страсти по Матвею                                       | Матвей Тихомиров |
| 2024—2025 | с | Инспектор Гаврилов                                      | Николай Делягин  |
| 2024      | с | Первый номер                                            | Вова             |
| 2025      | ф | Волшебник Изумрудного города. Дорога из жёлтого кирпича | Тотошка          |
| 2025      | с | Павел. Первый и последний                               | Павел I          |
| 2025      | с | Про это самое                                           | Митя Симоненко   |
| 2025      | ф | Нейробатя                                               | Гриша            |

## Награды и номинации
На VII Международном фестивале российского кино в Марбелье «MIRFF-2019» Власенко занял первое место в номинации «Лучшая мужская роль» за роль в фильме «Подбросы».
На кинофестивале онлайн-кинотеатров «Новый сезон» в 2023 году Денис Власенко занял первое место в номинации «Герой нового сезона» за роль в фильме «Страсти по Матвею». Также за эту работу был представлен в лонг-листах претендентов на номинацию в категории «Лучшая мужская роль» на кинопремиях «Золотой орёл» и «Ника».